# MDR
MDR有限公司，簡稱MDR（英語：MDR Limited，SGX：A27），在1999年由當時陳氏兄弟創立，業務主要經營及銷售流動電話產品。該公司前身為「Accord Customer Care Solutions Limited」。現時由Ong Ghim Choon主理。
總部位於53 Ubi Crescent Singapore 408594。該公司股份在2003年3月14日於新加坡交易所主板上市。招股價為0.27坡元，發售股份為137,000,000股，集資額為36,990,000坡元。

## 連結
- M-DR.com （页面存档备份，存于）